# Romersk mil
Romersk mil (latin: mille passus "tusen dubbelsteg", plural: milia passus, "tusentals dubbelsteg") var ett längdmått i antikens Rom motsvarande cirka 1 479 till 1 483 meter. Längdmåttet bygger på "romerska dubbelsteg" (latin: passus), som vardera motsvarar cirka 1 483 milimeter (1,483 meter), och omfattar 1 000 dito.
Den romerska milen spreds med romerska rikets kulturella och administrativa erövring och tolkades snabbt om i områden med egna inhemska längdmått. Mille kom sålunda att bli namn för jättemånga olika längdenheter, även efter efter roms fall. Det överlever i mil på svenska och mile på engelska etc.

### Webbkällor
- Karin Westin Tikkanen (15 mars 2012). ”Mil, meter och andra mått”. historiskaord.se. https://www.historiskaord.se/2012/03/mil-meter-och-andra-matt/. Läst 26 april 2024.